# Đá Chông
Đá Chông là một địa danh thuộc huyện Ba Vì, Hà Nội, cách thị xã Sơn Tây về hướng Tây khoảng 25 km.
Diện tích của Đá Chông rộng 234 ha, phần lớn là đồi rừng, có 2 hồ rộng. Nơi đây có nhiều tảng đá thon nhọn tựa mũi chông, ngọn mác như mọc ở dưới đất lên, có thể vì thế mà dân địa phương gọi địa danh này là Đá Chông.
Tháng 5 năm 1957, trong một lần đi dự diễn tập của Sư đoàn 308 bên sông Đà, Chủ tịch Hồ Chí Minh thấy nơi đây phong cảnh "sơn thủy, hữu tình", lại thuận lợi về giao thông, nên đã chọn làm khu căn cứ của Trung ương Đảng. Khu căn cứ này có 3 khu vực: Khu A dành cho Bộ Chính trị họp và tiếp khách; khu B là khu đặc quyền dành cho lãnh đạo cao cấp nghỉ ngơi; khu C dành cho các bảo vệ và nhân viên phục vụ.
Khi Chủ tịch Hồ Chí Minh qua đời ngày 2 tháng 9 năm 1969, Bộ Chính trị và Quân ủy Trung ương đã quyết định chọn khu căn cứ Đá Chông để xây dựng công trình "Ngôi nhà kính" và "Hầm ngầm" phục vụ nhiệm vụ giữ gìn thi hài Người trước khi xây xong Lăng Chủ tịch Hồ Chí Minh.